# Curriea gratiosa
Curriea gratiosa är en stekelart som först beskrevs av Günther Enderlein 1920.  Curriea gratiosa ingår i släktet Curriea och familjen bracksteklar. Inga underarter finns listade i Catalogue of Life.